# Duguetia
Duguetia es un género de plantas perteneciente a la familia de las anonáceas. Son nativas de América meridional.

## Descripción
Duguetia A. St.-Hil. (Annonaceae) es un género de árboles y arbustos que crecen casi exclusivamente en los trópicos de América del Sur, con una extensión cruzando el istmo de Panamá. El género comprende alrededor de 100 especies, considerando la inclusión reciente de cuatro taxones africanos considerados anteriormente como Pachypodanthium Engler & Diels. El género Duguetia es uno de los más numerosos en la familia Annonaceae después de Guatteria y Annona. 

## Fitoquímica
Muchos estudios se han realizado sobre los metabolitos secundarios presentes en diferentes partes de las plantas de Duguetia, a partir de los cuales se han aislado y caracterizado aceites esenciales, compuestos aromáticos, monoterpenos, diterpenos, triterpenos, flavonoides, y principalmente alcaloides. Al igual que otras familias de "angiospermas primitivas," las especies de Duguetia acumulan alcaloides isoquinolínicos, más específicamente 1-bencil-1,2,3,4-tetrahidroisoquinolinas, usualmente nombrados como  "bencilisoquinolinas" y sus derivados biogenéticos.
La literatura reporta estudios de los alcaloides de 16 especies de Duguetia (una de las cuales no fue claramente identificada) resultando en el aislamiento e identificación de 105 alcaloides diferentes.

## Taxonomía
El género fue descrito por Augustin Saint-Hilaire y publicado en Flora Brasiliae Meridionalis (quarto ed.) 1: 28. 1825[1824].  La especie tipo es: Duguetia lanceolata A. St.-Hil.

## Especies
- Duguetia bracteosa Mart.
- Duguetia calycina Benoist
- Duguetia caudata R.E.Fr.
- Duguetia chrysea Maas
- Duguetia chrysocarpa Maas
- Duguetia confusa Maas
- Duguetia decurrens R.E.Fr.
- Duguetia dicholepidota Mart.
- Duguetia dimorphopetala R.E.Fr.
- Duguetia gardneriana Mart.
- Duguetia glabra Britton
- Duguetia ibonensis Rusby
- Duguetia latifolia R.E.Fr.
- Duguetia lucida Urb.
- Duguetia macrophylla R.E.Fr.
- Duguetia marcgraviana Mart.
- Duguetia megalophylla R.E.Fr.
- Duguetia neglecta Sandwith
- Duguetia nitida Maas
- Duguetia obovata R.E.Fr.
- Duguetia panamensis Standl.
- Duguetia paraensis R.E.Fr.
- Duguetia pauciflora Rusby
- Duguetia quitarensis Benth. - yari-yari de la Guayana[3]
- Duguetia reticulata Maas
- Duguetia riberensis Aristeg. ex Maas & Boon
- Duguetia rigida R.E.Fr.
- Duguetia rionegrensis Zuilen & Maas
- Duguetia rostrata Rusby
- Duguetia sancticarolii Maas
- Duguetia scottmorii Maas
- Duguetia  spixiana Mart.
- Duguetia stenantha R.E.Fr.
- Duguetia subcordata Maas & Dam
- Duguetia tenuis R.E.Fr.
- Duguetia tessmannii R.E.Fr.
- Duguetia trunciflora Maas & A.H.Gentry
- Duguetia vallicola J.F.Macbr.
- Duguetia venezuelana R.E.Fr.
- Duguetia yeshidan Sandwith